# Мэр Кэстербриджа
«Мэр Кэстербриджа» (англ. The Mayor of Casterbridge: The Life and Death of a Man of Character) — роман английского писателя и поэта Томаса Харди, написанный в 1886 году. Роман впервые появился в еженедельных выпусках английского журнала «Графика» и американского журнала «Еженедельник Харпера» между январем и маем 1886. В мае 1886 года роман
вышел также в виде книги в двух томах. Критики оценили стиль Харди, но у них были оговорки
в отношении некоторых невероятных событий, отображаемых в этом произведении. Некоторые также сочли определённые моменты слишком шокирующими. Эта критика возросла с последующими романами Харди, особенно, в связи с «Тэсс из рода д’Эрбервиллей» и «Джуд Незаметный». Книги продавались, однако, хорошо. Тем не менее постоянная критика со временем привела к тому, что Харди перестал писать прозу.
В изображении Харди в вымышленном графстве Уэссекс город Кастербридж отображает Дорчестер,
его родной город.
Книга построена как классическая трагедия. Она описывает смерть большого человека (подзаголовок книги гласит: «Жизнь и смерть человека с характером») как следствие недостатков его характера и неоднократных ударов судьбы. Это судьба, которая у Харди часто принимает форму случайностей, приводит к тому, что позиция главного героя постепенно подтачивается до тех пор, когда падение становится уже неизбежным.

## Сюжет
Майкл Хенчард путешествует со своей женой Сьюзан и их дочкой, ища работу в
качестве батрака. В одной столовой он слишком много пьет и от досады импульсивно
заявляет, что выставляет жену на продажу тому, кто больше заплатит.
Хотя никто не принимает его всерьез, находится, всё же, покупатель, матрос Ньюсон, который за пять гиней покупает у Хенчарда жену и дочь.
Когда на следующее утро Хенчард, протрезвев, понимает, что он натворил, он отправляется
на поиски своей молодой семьи. Когда он, наконец, находит их след, оказывается, что все трое уже
отплыли в другую страну. Хенчард идёт в церковь, и клянётся, что он в
течение следующих 21 года (столько же, как и его возраст на тот момент) будет
воздерживаться от питья. В период, следующий за этим, он превращается в успешного
оптового торговца зерном и становится мэром Кэстербриджа.
Восемнадцать лет спустя Сьюзан со своей дочкой Элизабет-Джейн возвращается в Англию.
Ньюсон, как ей стало известно, умер, и она хочет вернуться к своему законному супругу. Он согласен с этим и, чтобы окружающим не дать повода для злословия, он притворяется, что все развивается нормально, в обычном порядке ухаживает за Сьюзан, как за невестой, и вскоре повторно вступает с ней в брак.
Тем временем Хенчард нанимает молодого шотландца Дональда Фарфраэ в качестве менеджера.
Вскоре Фарфраэ и Элизабет-Джейн начинают встречаться. Фарфраэ, оказывается,
лучше разбирается в зерне и торговле зерном, чем Хенчард, что приводит к охлаждению в отношениях.
В конце концов Хенчард просит Фарфраэ покинуть компанию, а его дочь оставить в покое. Фарфраэ
начинает свою собственную торговлю зерном, которая очень быстро начинает
процветать, а менее эффективную торговлю Хенчарда вытесняет с рынка.

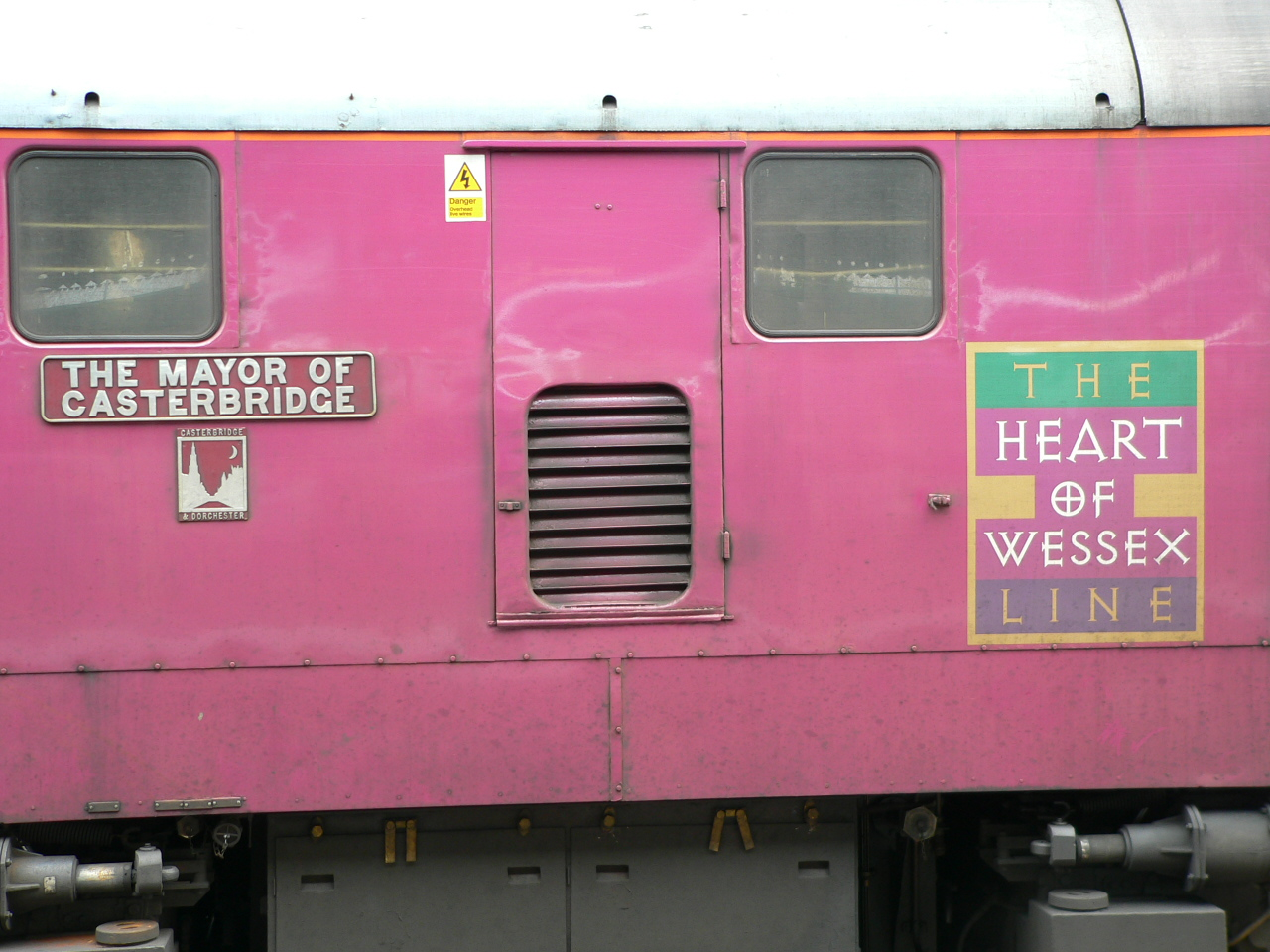
Табличка с названием дизельного локомотива Мэр Кэстербриджа

Сьюзан заболевает и умирает вскоре после вступления в брак. Потом Хенчард узнаёт, что Элизабет-Джейн не его дочь, а Ньюсона; его собственная дочь умерла вскоре после отъезда. Это не способствует хорошим отношениям между ними. Элизабет-Джейн решает уйти из дома и поселиться у дамы, которая только что прибыла в город. Эта дама — Лусетта Темплман, женщина, с которой у Хенчарда был роман. Когда она узнала о смерти Сьюзан, она решила приехать в Кастербридж, чтобы выйти замуж за Хенчарда. Пока Лусетта ожидает визит Хенчарда, она встречается с Фарфраэ, который хочет нанести визит Элизабет-Джейн. Лусетта и Фарфраэ сразу чувствуют притяжение друг к другу, что приводит к браку между ними. Лусетта просит Хенчарда вернуть ей все её письма к нему. Посыльный с письмами, однако, приходит в трактир, там их открывает и публично зачитывает. К тому времени прошёл 21 год, как Хенчард зарекался не пить, и он снова пьёт без меры. Когда же толпа в трактире узнала о содержании писем, она решила использовать их для унижения молодой пары. Лусетта так потрясена, что становится от этого серьёзно больной и умирает.
Растущая антипатия Хенчарда к Фарфраэ приводит у него к росту сострадания к Элизабет-Джейн и улучшению отношений между ними. Но Ньюсон оказывается жив. Он неожиданно приходит к Хенчарду и спрашивает его о своей дочери. Для того, чтобы не потерять её, Хенчард говорит Ньюсону, что она умерла. Ньюсон уходит разочарованный. Элизабет-Джейн остаётся у Хенчарда и возникает новая связь между ней и Фарфраэ. Когда Хенчард узнает, что Ньюсон вернулся в город, он теряет почву под ногами и уезжает из города, чтобы избежать дальнейшей конфронтации. Элизабет-Джейн обнаруживает обман Хенчарда и воссоединяется со своим отцом. Идёт подготовка к свадьбе Элизабет-Джейн и Фарфраэ.
Вечером, в разгар свадьбы, Хенчард возвращается в город, чтобы поздравить Элизабет-Джейн, а она упрекает его за обман. Он уходит, но она сожалеет о своих словах и идёт вместе с Фарфраэ искать Хенчарда. Когда они находят его, он, оказывается, как раз умер. Его последним желанием было быть забытым.

## Экранизации
- «Золотая пыль» — фильм Майкла Уинтерботтома.
- «Мэр Кэстербриджа[англ.]» — фильм Дэвида Такера